# Augury
Augury es una banda de death metal técnico proveniente de Montreal, Canadá, quienes lanzaron su álbum debut, titulado «Concealed» en septiembre de 2004 a través de Galy Records, y más recientemente, «Fragmentary Evidence», en julio del 2009 a través de Nuclear Blast Records.

## Historia
Aunque la idea de crear una banda había sido discutida por los integrantes desde que se conocieron en 1997, la formación actual de Augury no se dio lugar sino hasta el 2001 cuando el guitarrista líder Mathieu Marcotte dejó su banda original, Spasme, y comenzó las audiciones para encontrar un baterista para la banda. Pronto se unieron Dominic "Forest" Lapointe, quien era bajista de Atheretic y Arianne Fleury en las voces. El vocalista y guitarrista Patrick Loisel se unió en febrero de 2002 después de salir de su banda original, Kralizec. El baterista fundador de Adenine, Mathieu Groulx se unió a la banda en junio de ese mismo año y así se completaba toda la alineación.
Con esta alineación, Augury escribió sus primeras seis canciones y tocaron en sus primer show, pero poco después Mathieu Groulx salió debido a la falta de tiempo y diferencias en cuanto a gustos musicales. Mientras tanto, la banda continuó escribiendo más canciones. Poco después, Étienne Gallo se unió como un baterista y en septiembre de 2004, su álbum de debut «Concealed» fue grabado y lanzado por Galy Records
Aunque ya habían comenzado a trabajar en su segundo material poco después de lanzar el álbum Concealed, se extendió más de cuatro años su proceso debido a los constantes cambios en la alineación. En el 2006 el batería Étienne Gallo dejó Augury pero la banda decidió trabajar con otro baterista por un año, pero por problemas de programación de tiempos, se vieron en la necesidad de volver a contactar a Gallo. Gallo había aprendido todas las canciones y los ayudó en las grabaciones, pero como era solamente por un tiempo, reclutaron al baterista Antoine Baril. Mathiu Marcotte comentó acerca del retraso en el lanzamiento "..por supuesto que nos hubiera gustado lanzar el álbum lo más antes posible, pero en ese tiempo quisimos dejar fuera todo lo malo para enfocarnos a perfeccionar las canciones añadiéndoles más detalles." Fue durante el proceso en el cual escribían las canciones para el nuevo álbum cuando Nuclear Blast se interesó en ellos por recomendación de la banda Kataklysm, quienes habían oído algunas canciones de Augury, y poco después la banda firmó contrato con el sello. Fragmentary Evidence fue lanzado en julio y agosto de 2009 en Europa y Nore América respectivamente. Debido a canciones como "Jupiter to Ignite y "Oversee the Rebirth" siendo estas muy largas y complejas, Augury no tocó todo su repertorio completo en vivo, solamente la primera mitad de la segunda canción.
Entre finales del 2009 y principios de 2010, la banda vio la salida de Antoine Baril y de Dominic "Forest" Lapointe. El baterista fundador de Neuraxis Tommy McKinnon y el bajista Christian Pacaud fueron reclutados temporalmente para aparecer en el American Defloration North American tour junto a The Black Dahlia Murder, Obscura y Hatesphere.

## Integrantes

### Actuales
- Patrick Loisel – Voz, guitarra líder(2002 - )
- Mathieu Marcotte – guitarra líder (2001 - )
- Antoine Baril – batería (2009 - 2012) (2016 - )
- Dominic Forest Lapointe - Bajo (2001 - 2010) (2012 - )

### Pasados
- Dominic "Forest" Lapointe – bajo (2001–2010)
- Étienne Gallo – batería (2003–2006)
- Mathieu Groulx – batería (2002–2003)
- Philipe Cousineau – batería
- Arianne Fleury – voz
- Gabrielle Borgia – voz

### Miembros en vivo
- Christian Pacaud – bajo(2010)
- Robin Stone – batería (2009)

## Discografía
- Concealed (2004)
- Fragmentary Evidence (2009)
- Illusive Golden Age (2018)